# Governo da Grande Via
```
   |-
       |
Erro:
:  
valor não especificado para "
nome_comum
"

   |-
       | 
Erro:
:  
valor não especificado para "
continente
"
```

O Governo da Grande Via ou Governo de Dadao, formalmente o Governo da Grande Via Municipal de Xangai, foi um estado-fantoche de curta duração proclamado em Pudong em 5 de dezembro de 1937, para administrar a Xangai ocupada pelos japoneses nos estágios iniciais da Segunda Guerra Sino-Japonesa.

## Formação
Após a Batalha de Xangai de 1937, o gabinete do primeiro-ministro japonês Fumimaro Konoe pressionou por um acordo rápido e diplomático para a guerra na China, e não por uma ocupação cara e de longo prazo. Além disso, o Quartel-General Imperial Japonês não estava disposto a permitir uma repetição da experimentação política empreendida pelo Exército de Guangdong no estabelecimento de Manchukuo e pressionou o Exército Japonês da Área Central da China a estabelecer um governo local colaboracionista para lidar com os detalhes da administração local. para a área metropolitana de Xangai.
Em novembro de 1937, vários moradores conhecidos foram abordados para assumir a administração civil provisória da cidade. Por fim, os japoneses conseguiram obter a ajuda de Fu Xiao'an (傅筱庵), o rico diretor do Banco Chinês de Comércio e chefe da Câmara Geral de Comércio de Xangai. Fu era um inimigo pessoal e político do general nacionalista e líder de facto Chiang Kai-shek e foi preso pelo Kuomintang em 1927 por se recusar a emprestar dinheiro a Chiang. Após sua libertação da prisão, ele fugiu para o Território Arrendado de Kwantung (atual Lüshunkou) e viveu vários anos sob proteção japonesa, alimentando seu ódio por Chiang. 
No entanto, Fu não estava disposto a chefiar o novo governo e recomendou Su Xiwen, professor de filosofia religiosa e ciência política na Universidade Chizhi em Jiangwan. Su formou-se na Universidade de Waseda em Tóquio e era conhecido por suas opiniões políticas conservadoras. Su também era conhecido por suas opiniões sobre o sincretismo budista - taoísta, que influenciou o nome da nova administração — o "Grande Caminho" referindo-se ao conceito de Tao da filosofia oriental — e sua bandeira: o símbolo yin-yang do taoísmo em um fundo amarelo. (As cores amarelo, ouro e açafrão são frequentemente associadas ao budismo). 

## História
O novo governo rapidamente fez esforços para restaurar os serviços públicos da cidade e estabeleceu uma força policial sob o comando de Zhang Songlin, ex-comandante da polícia provincial de Jiangsu, para manter a ordem pública. O financiamento foi fornecido por um imposto cobrado sobre todas as importações e exportações através das linhas de frente japonesas dentro e fora de Xangai, e Su foi auxiliado por vários especialistas fornecidos pela Ferrovia do Sul da Manchúria. Su prometeu expurgar a cidade de elementos comunistas e do Kuomintang. No entanto, nem Su nem seu governo Great Way foram considerados seriamente pelos agentes políticos japoneses, que olhavam com consternação e desprezo para a variedade de criminosos, cultistas religiosos e traficantes de narcóticos que gravitavam para cargos de liderança na nova administração. As obras públicas prometidas não se materializaram porque os comparsas de Su desviaram fundos e o valor de propaganda da nova administração deteriorou-se rapidamente. Em dezembro de 1937, os japoneses trouxeram um durão colaborador do norte da China chamado Wang Zihui para supervisionar as operações como uma medida temporária. 
Depois que Liang Hongzhi estabeleceu o Governo Reformado da República da China em Nanquim, a capital nacionalista ocupada, em março de 1938, o Exército Japonês da Área da China Central organizou uma série de comícios públicos e cerimônias de apoio. Em menos de um mês, o Governo Reformado afirmou sua autoridade sobre o Governo do Grande Caminho estabelecendo um Yamen Supervisor para assumir as funções da administração municipal de Xangai. Su Xiwen reconheceu formalmente o Governo Reformado e adotou sua bandeira em 3 de maio de 1938.
Sob o governo reformado, Su Xiwen continuou como chefe do Supervisory Yamen até ser substituído por Fu Xiao'an como prefeito em 16 de outubro de 1938.